# Dicasterio para los Institutos de Vida Consagrada y las Sociedades de Vida Apostólica
El Dicasterio para los Institutos de Vida Consagrada y las Sociedades de Vida Apostólica (Dicasterium pro Institutis Vitae Consecratae et Societatibus Vitae Apostolicae) es un dicasterio de la curia romana. Es responsable de todo aquello concerniente a los Institutos de Vida Consagrada con respecto a su gobierno, disciplina, estudios, bienes, derechos y privilegios. También se ocupa del Orden de las vírgenes, de la vida eremítica y de las nuevas formas de consagración, es decir, de toda la vida consagrada. 
El Dicasterio para los Institutos de Vida Consagrada y las Sociedades de Vida Apostólica tiene sus orígenes en la "Sacra Congregación para consultas sobre religiosos" fundada por el papa Sixto V el 27 de mayo de 1586. 
Anteriormente recibía el nombre de Congregación para los Institutos de Vida Consagrada y las Sociedades de Vida Apostólica. Desde el 19 de marzo de 2022, con la publicación de la constitución apostólica Praedicate Evangelium , del  papa Francisco, la Congregación se convirtió en actual Dicasterio, entrando en vigor el 5 de junio de ese mismo año. La actual prefecta es Simona Brambilla M.C.

## Historia
Fundada por el papa Sixto V el 27 de mayo de 1586 con el título de S. Congregatio super consultationibus regularium y confirmada con la constitución Immensa (22 de enero de 1588) fue unida en 1601 con la Congregatio pro consultationibus episcoporum et aliorum praelatorum. 
Pío X con la constitución Sapienti consilio (29 de junio de 1908) separó de nuevo las dos instituciones e hizo autónoma la "Congregación de Religiosos", que el Código de Derecho Canónico de 1917 la recoge (en el canon 251) denominándola Congregatio negotiis religiosorum sodallium. Con la constitución Regimini Ecclesiae universae del 15 de agosto de 1967 de Pablo VI, la Congregación de Religiosos fue denominada "Congregación para los Religiosos y los Institutos seculares". La constitución apostólica Pastor Bonus del 28 de junio de 1988, de Juan Pablo II, cambió el título en "Congregación para los Institutos de vida consagrada y las Sociedades de vida apostólica". Tras la promulgación de la constitución apostólica Praedicate evangelium (19 de marzo de 2022), del papa Francisco, la Congregación se convirtió en actual Dicasterio.

## Clasificación de los institutos de Vida Consagrada
Los institutos de Vida Consagrada son:
- Institutos seculares  Según la terminología canónica, los Institutos seculares, que permanecen en el "mundo" y evangelizan desde él.
- Institutos religiosos Según la terminología canónica, a sus votos unen la separación del "mundo" y la vivencia de una regla o constituciones de vida en fraternidad.
  - Órdenes religiosa
    - Canónigos Regulares
    - Órdenes monásticas
    - Órdenes mendicantes
    - Clérigos Regulares

  - Congregaciones religiosas
    - Congregaciones religiosas clericales
    - Congregaciones religiosas laicales
- Sociedades de Vida Apostólica El Catecismo de la Iglesia Católica[2] y el Código de Derecho Canónico[3] definen a las Sociedades de vida apostólica como una forma de vida equiparada a la vida consagrada, donde sus miembros sin votos religiosos, ejercen un apostolado propio de la sociedad y viven en común. De esa manera, los miembros de dichas sociedades, según el propio modo de vida, aspiran a la perfección de la caridad por la observancia de las constituciones.[4]

## Prefectos desde 1899
- Girolamo Maria Gotti, OCD (1899-1902)
- José de Calasanz Vives y Tutó, OFMCap (1908-1913)
- Ottavio Cagiano de Azevedo (1913-1915)
- Domenico Serafini, OSB (1916)
- Diomede Falconio, OFM (1916-1917)
- Giulio Tonti (1917-1918)
- Raffaele Scapinelli di Léguigno (1918-1920)
- Teodoro Valfre di Bonzo (1920-1922)
- Camillo Laurenti (1922-1928)
- Alexis-Henri-Marie Lépicier, OSM (1928-1935)
- Vincenzo LaPuma (1935-1943)
- Luigi Lavitrano (1945-1950)
- Clemente Micara (1950-1953)
- Valerio Valeri (1953-1963)
- Ildebrando Antoniutti (1963-1973)
- Arturo Tabera Araoz (1973-1975)
- Eduardo Francisco Pironio (proprefecto 1975-1976, prefect 1976-1984)
- Jean Jérôme Hamer, OP (proprefecto 1984-1985, prefecto 1985-1992)
- Eduardo Martínez Somalo (1992-2004)
- Franc Rodé, CM (2004-2011)
- João Braz de Aviz (2011-)

## Secretarios desde 1899
- Donato Sbarretti (1910–1916)
- Adolfo Turchi (1916–1918)
- Mauro Serafini (1918–1925)
- Vincenzo Lapuma (1925–1935)
- Luca Ermenegildo Pasetto (1935–1950)
- Arcadio María Larraona Saralegui, CMF (1950–1959)
- Paul-Pierre Philippe, OP (1959–1967)
- Antonio Mauro (1967–1969)
- Edward Louis Heston, CSC (1969–1971)
- Paul Augustin Mayer, OSB (1971–1984)
- Vincenzo Fagiolo (1984–1990)
- Francisco Javier Errázuriz Ossa, P.Sch. (1990–1996)
- Piergiorgio Nesti, CP (1996–2006)
- Gianfranco Gardin, OFMConv (2006–2009)
- Joseph William Tobin, C.SS.R. (2010–2012)
- José Rodríguez Carballo, O.F.M. (2013-2023)
- Simona Brambilla, M.C. (2023-)